# فقه الزينة
فقه الزينة هو الأحكام الفقهية الإسلامية المتعلقة بزينة الإنسان على الخصوص، وزينة ما سوى ذلك على نحوٍ أقل. رغم أن عموم الزينة في الفقه الإسلامي مباح، لقوله تعالى: «قل من حرم زينة الله التي أخرج لعباده» [الأعراف: 32]. إلا أن حملها لإشارات مختلفة، تختلف باختلاف الشخص المتزين، مكانته وجنسه ونوع الزينة، وكذلك الشخص الذي يرى الزينة جعل لها أحكامًا في الفقه الإسلامي تختلف باختلاف ما سبق.

## ترغيب الإسلام بالزينة والتزين
ورد الترغيب بالزينة والمظهر الحسن في الإسلام كثيرًا. ومن جملة ما ورد:
1. قال الله تعالى: «قل من حرم زينة الله التي أخرج لعباده» [الأعراف: 32].
2. رأَى الرسول صلى الله عليه وسلم رجلًا عليه ثوبانِ قد خلِقَا فقالَ أما له ثوبانِ غيرَ هذينِ قلتُ بَلَى قالَ فمُرْهُ فلْيلْبَسْهُمَا فلبَسِهُمَا ثم وَلَّى فقالَ رسولُ الله صلى الله عليه وسلم مالَهُ ضَرَبَ اللهُ عُنُقَهُ أليسَ هذا خيرًا له فسمِعَهُ الرجلُ فقالَ يا رسولَ اللهِ في سبيلِ اللهِ فقالَ رسولُ الله صلى الله عليه وسلم في سبيلِ اللهِ فقُتِلَ الرجلُ في سبيلِ اللهِ.[1] وقوله صلى الله عليه وسلم: «ماله، ضرب الله عنقه» هي كلمة إنكار، ولا يُقصد بها الدعاء.
3. قال الرسول صلى الله عليه وسلم: «إن الله يحب أن يرى أثر نعمته على عبده».[2]
4. قال الرسول صلى الله عليه وسلم لعبد الله بن عمر: «البس جديدًا وعش حميدًا، ومُت شهيدًا».[3]
5. قال عمر بن الخطاب: «إذا أوسع الله عليكم، فأوسعوا على أنفسكم».[4]
6. قال عمر بن الخطاب: «إنّي لأحب أن أنظر إلى القارئ أبيض الثياب».[5]
7. قال أبو العالية: «كان المسلمون إذا تزاوروا تجملوا».[6]

## محظورات الزينة
من محظورات الزينة:
1. اللباس الذي يكشف العورة: وتختلف العورة باختلاف الشخصين، فليس ثمة عورة بين الزوجين، وعورة المرأة للرجل المحرم، تختلف عن عورتها أمام الرجل الغريب، وتختلف عن عورتها أمام المرأة المسلمة، وتختلف عن عورتها للمرأة غير المسلمة.
2. تزين الرجال بالحرير:[7] والدليل على ذلك قوله صلى الله عليه وسلم: (من لبس الحرير في الدنيا لم يلبسه في الآخرة).[8]
3. تزين الرجال بالذهب: وذلك لقوله صلى الله عليه وسلم: ((حرم لباس الحرير والذهب على ذكور أمتي، وأحل لإناثهم)).[9]
4. لبس المرأة الثياب الرقيقة التي تشف ما تحتها: فستر العورة لا يكون فقط بوضع ملابس فوقها، فإن كانت تلك الملابس تشف ما تحتها فهي غير ساترة. ومن الأدلة على ذلك قوله : (صنفان من أهل النار لم أرهما بعد: قومٌ معهم سياط كأذناب البقر، يضربون بها الناس، ونساء كاسيات عاريات، مميلات مائلات، رؤوسهن كأسنمة البخت المائلة، لا يدخلن الجنة، ولا يجدن ريحها، وإن ريحها ليوجد من مسيرة كذا وكذا).[10]
5. لبس المرأة الثياب الضيقة أمام الغرباء: فلا يكفي أن تستر العورة، بل يجب ألا يظهر شكل جسمها.[11]
6. تزين المرأة لغير ذي محرم: فستر العورة ليس فقط ما هو مطلوب من المرأة، بل يعد التزين للرجال غير المحرمين مدعاةً للفتنة، سواءً باللباس أو غيره. ودليل تحريم ذلك قوله تعالى: ﴿وَقُلْ لِلْمُؤْمِنَاتِ يَغْضُضْنَ مِنْ أَبْصَارِهِنَّ وَيَحْفَظْنَ فُرُوجَهُنَّ وَلَا يُبْدِينَ زِينَتَهُنَّ إِلَّا مَا ظَهَرَ مِنْهَا وَلْيَضْرِبْنَ بِخُمُرِهِنَّ عَلَى جُيُوبِهِنَّ وَلَا يُبْدِينَ زِينَتَهُنَّ إِلَّا لِبُعُولَتِهِنَّ أَوْ آبَائِهِنَّ أَوْ آبَاءِ بُعُولَتِهِنَّ أَوْ أَبْنَائِهِنَّ أَوْ أَبْنَاءِ بُعُولَتِهِنَّ أَوْ إِخْوَانِهِنَّ أَوْ بَنِي إِخْوَانِهِنَّ أَوْ بَنِي أَخَوَاتِهِنَّ أَوْ نِسَائِهِنَّ أَوْ مَا مَلَكَتْ أَيْمَانُهُنَّ أَوِ التَّابِعِينَ غَيْرِ أُولِي الْإِرْبَةِ مِنَ الرِّجَالِ أَوِ الطِّفْلِ الَّذِينَ لَمْ يَظْهَرُوا عَلَى عَوْرَاتِ النِّسَاءِ وَلَا يَضْرِبْنَ بِأَرْجُلِهِنَّ لِيُعْلَمَ مَا يُخْفِينَ مِنْ زِينَتِهِنَّ وَتُوبُوا إِلَى اللَّهِ جَمِيعًا أَيُّهَ الْمُؤْمِنُونَ لَعَلَّكُمْ تُفْلِحُونَ ۝٣١﴾ [النور:31].
7. وضع المرأة العطر عند خروجها من المنزل: وفي ذلك قال النبي صلى الله عليه وسلم: (إِذَا اسْتَعْطَرَتْ الْمَرْأَةُ فَمَرَّتْ عَلَى الْقَوْمِ لِيَجِدُوا رِيحَهَا فَهِيَ كَذَا وَكَذَا قَالَ قَوْلًا شَدِيدًا- يَعْنِي: زَانِيَةً).[12]
8. عندما يُقصد بالزينة المختارة التكبر على الناس: ودليل ذلك قوله تعالى: (إن الله لا يحب كل مختالٍ فخور) [لقمان: 18]. وقوله تعالى: (سأصرف عن آياتي الذين يتكبرون في الأرض بغير الحق) [الأعراف: 146]. وقوله صلى الله عليه وسلم: (لا ينظر الله يوم القيامة إلى من جر إزاره بطرًا).[13]
9. تزين الرجل بزينة المرأة، وتزين المرأة بزينة الرجل: ودليل ذلك قوله صلى الله عليه وسلم: (لَعَنَ رَسولُ اللَّهِ صَلَّى اللهُ عليه وسلَّمَ المُتَشَبِّهِينَ مِنَ الرِّجَالِ بالنِّسَاءِ، والمُتَشَبِّهَاتِ مِنَ النِّسَاءِ بالرِّجَالِ).[14]
10. أن يكون في الزينة ضرر: وذلك لقوله صلى الله عليه وسلم: (لا ضرر ولا ضرار).[15]
11. وصلة الشعر الطبيعية: وقد نهى عنها النبي صلى الله عليه وسلم في حديث: (لعن الله الواصلة والمستوصلة).[16]
12. الوشم: فقد جاء عن ابن عمر رضي الله عنهما أنَّ رسول الله صلى الله عليه وسلم قال: (لعن الله الواصلة والمستوصلة والواشمة والمستوشمة).[17]
13. النمص: وهو إزالة شعرٍ من الحاجبين لتجميلهما، من ترقيقٍ أو تسوية.[18]
14. عمليات التجميل الجراحية: إن كانت عملية التجميل الغرض منها إزالة عيبٍ أو تشوهٍ (كالعيوب الناتجة عن الحوادث، أو العيوب الخلقية) فهي جائزة، وذلك لحديثٍ عن عرفجة بن أسعد أنه أصيب أنفه يوم الكُلاب في الجاهلية (يوم وقعت فيه حرب في الجاهلية) فاتخذ أنفا من وَرِق (أي فضة) فأنتن عليه، فأمره النبي صلى الله عليه وسلم أن يتخذ أنفًا من ذهب.[19] ولكن لا تحل عملية التجميل لتحسين المظهر لغير ما سبق، كتغيير شكل الأنف، أو تكبير عضوٍ ما في الجسم، فهو من تغيير خلق الله. ودليل ذلك ما جاء في سورة النساء قوله تعالى: ﴿إِنْ يَدْعُونَ مِنْ دُونِهِ إِلَّا إِنَاثًا وَإِنْ يَدْعُونَ إِلَّا شَيْطَانًا مَرِيدًا ۝١١٧ لَعَنَهُ اللَّهُ وَقَالَ لَأَتَّخِذَنَّ مِنْ عِبَادِكَ نَصِيبًا مَفْرُوضًا ۝١١٨ وَلَأُضِلَّنَّهُمْ وَلَأُمَنِّيَنَّهُمْ وَلَآمُرَنَّهُمْ فَلَيُبَتِّكُنَّ آذَانَ الْأَنْعَامِ وَلَآمُرَنَّهُمْ فَلَيُغَيِّرُنَّ خَلْقَ اللَّهِ وَمَنْ يَتَّخِذِ الشَّيْطَانَ وَلِيًّا مِنْ دُونِ اللَّهِ فَقَدْ خَسِرَ خُسْرَانًا مُبِينًا ۝١١٩﴾ [النساء:117–119].

## محظورات زينة غير النفس
لا تقتصر الزينة على الشخص نفسه، بل تمتد لما هو محيطٌ به، من أدوات مختلفة وأبنية. ومما ورد في ذلك:
1. التزيين بالذهب: فالتزين بالذهب حرام على الرجال، لكن لا يحرم تزيينهم لأدواتهم بها، فمن الأمثلة على ذلك: تزيين السيف بالذهب: وهو حلال.[20]
2. تزيين المصحف بالذهب: فقد أبيح ذلك، فذلك من توقيره، فالذهب يستخدم لتزيين النفيس.[21] ولكن لا يحل تزيين المصحف بما فيه امتهانٌ له، وقد كره كثيرون من الفقهاء تلوين المصحف لغير ذي حاجة (لغير حاجة التصنيف والتفسير)، وقال في ذلك أبو الدرداء: «إذا حَلّيتم مصاحفكم، وزخرفتم مساجدكم؛ فعليكم الدمار».[22]
3. ولكن يحرم استعمال أواني الذهب والفضة، وذلك لحديث رسول الله صلى الله عليه وسلم: (لا تلبسوا الحرير ولا الديباج، ولا تأكلوا في آنية الذهب والفضة، ولا تأكلوا في صحافها، فإنَّها لهم في الدنيا، ولنا في الآخرة).[23]
4. شروط تزيين المنزل: يُراعى في تزيين المنزل شروط:[24] أولًا: ألا يوجد في هذه الزينة صورٌ لذوات الأرواح. ثانيًا: أن تخلوا تلك الزينة من محرمات، كالمعازف والصلبان والمناظر المخلفة للأدب. ثالثًا: لا يحل وضع الحيوانات المحنطة، ولا التماثيل. وقد صح عن رسول الله صلى الله عليه وسلم أنه قال لعليٍ بن أبي طالب: (ألا تدع صورة إلا طمستها، ولا قبرًا مشرفًا إلا سويته).[25] وقال النبي صلى الله عليه وسلم: (أشد الناس عذابًا يوم القيامة المصورون).[26]
5. شروط تزيين المساجد: لا يصح تزيين المساجد بما يشغل المصلين من أعلامٍ ونحوه، إنما تكون زينتها مما لا يشغلهم.[27]